# Ringleader of the Tormentors
Ringleader of the Tormentors è l'ottavo album in studio del cantante inglese Morrissey.
Pubblicato il 4 aprile del 2006 dalla Sanctuary/Attack Records, il disco ha debuttato al numero uno nella classifica del Regno Unito e alla posizione numero 27 negli Stati Uniti. È stato numero uno in classifica anche in Svezia, Grecia e Malta.

## Realizzazione
La registrazione dell'album è stata effettuata tra l'agosto e l'ottobre del 2005, al Forum Music Village di Roma, lo stesso studio che in passato è stato utilizzato anche da Ennio Morricone per incidere alcune delle sue colonne sonore più celebri, situato nelle catacombe di una chiesa del XVII secolo, in zona Parioli. Originariamente, l'idea di Morrissey, era quella di registrare l'album con il produttore Jeff Saltzman, per poi modificare i suoi piani, affidando il progetto a Tony Visconti vista l'indisponibilità del primo.
"Abbiamo lavorato sulla musica e ogni giorno sembrava sempre migliore." scrive Visconti sul suo sito web, il primo novembre 2005 "Ho trovato magnifico il poter lavorare con questi musicisti. La parte vocale di Morrissey era appassionata e sicura. Proprio ora sto nella fase di miscelazione e la maggior parte dei musicisti sono tornati a casa. Sono a due terzi della strada di uno dei migliori album su cui abbia mai lavorato, non solo con Morrissey al suo meglio, ma con colpi di scena come il coinvolgere nel lavoro il compositore Ennio Morricone o un coro di bambini italiani. Questo dovrebbe stimolare il vostro appetito, voi fans di Moz, voi!"
Il primo singolo dell'album, You Have Killed Me, venne pubblicato il 27 marzo 2006 (anche se programmato per la prima volta in radio dalla BBC 6 Music, il 4 febbraio) e raggiunse la posizione numero tre nella Official Singles Chart.

## Roma
Dopo sette anni vissuti a Los Angeles, disilluso ed emotivamente svuotato dalla vita nella metropoli americana, Morrissey decide di tornare in Europa, stufo soprattutto di vivere in un posto troppo militarizzato dalla polizia e forse troppo glamour, superficiale e poco conforme alle esigenze del cantante inglese.
"La gente ti ride dietro, se non hai una macchina. La gente ti ride in faccia se giri a piedi. E con il fatto che per spostarsi da un punto all'altro tutti quanti prendono la macchina viene a mancare totalmente quell'insieme di rapporti umani casuali che intrecci quando cammini per strada o prendi la metropolitana." (Morrissey intervistato da Rolling Stone, 2004)
Per produrre il nuovo disco Morrissey sceglie quindi l'Italia, Roma. Città diversissima dalla metropoli californiana, che il cantante aveva visitato in precedenza e che individua come il posto giusto per cambiare aria, comprare casa e stabilirsi.
"Sono stato ispirato da Roma perché è l'esatto opposto di Los Angeles, dove ho trascorso così tanto tempo negli ultimi anni. Los Angeles è incredibilmente bella ma è anche essenzialmente uno stato di polizia. La città appartiene alla polizia, a nessun altro. Di conseguenza, la gente di Los Angeles, è molto nervosa per tutto: per come deve parcheggiare la propria auto, o di dover guidare lentamente, di attraversare la strada nel modo sbagliato, di starnutire senza permesso, ecc. A Roma la polizia è molto casual e non minaccia la gente perché sembrano pensare a ragione che la maggior parte delle persone non hanno effettivamente intenzione di infrangere la legge. Roma mi ha colpito perché sembra una città molto sicura, e non affatto tesa, il che è un sollievo rispetto alle pressioni di Los Angeles." (Morrissey su True To You, 2006)
Il trasloco segna anche una svolta profonda nella carriera artistica di Morrissey, una rinascita e un approdo ad una nuova maturità personale dovuta, perlopiù, appunto, all'incontro con Roma, la città che gli ha fatto scoprire nuovi orizzonti e dimenticare il dolore ed il rancore verso Los Angeles e la società attuale.
"Il disco è stato prodotto a Roma e ho anche deciso di trasferirmi li. Qual è la ragione? Certamente per gli aspetti medievali della città, il vino, l'architettura, lo stile della gente e la loro bellezza: a prescindere se si è uomo o donna o qualsiasi altra cosa, tutti sembrano essere belli, anche le persone senza tetto sono in realtà molto belle e indossano abiti molto eleganti, il che è affascinante per me. In confronto con Los Angeles, dove ho vissuto per molti anni, e dove lo stile non era all'ordine del giorno, mai, Roma mi ha travolto come una nellissima onda di mare, e sono stato inghiottito da essa, e mi aspetto che succeda a molte persone. Ci sono stato molte volte e sono stato influenzato dalla città. Non avevo alcun interesse, ma questo era ai tempi in cui non ho avevo davvero interesse in nulla e, indipendentemente da dove mi trovavo, Parigi, Colonia, era irrilevante per me. Pensavo che non ci fosse nessun paese come l'Inghilterra e che gli inglesi erano superiori a tutti gli altri e tutta l'altra cultura fosse ridicola. Ma per fortuna quella sensazione appartiene al mio passato e certamente non mi sento così in questi giorni. (Morrissey intervistato da X-Press, 2006)
Roma è lo sfondo coreografico di gran parte del disco. Per Dear God Please Help Me, in cui gli archi sono stati scritti e arrangiati da Ennio Morricone, Morrissey dice di aver tratto l'ispirazione da una passeggiata (I am walking through Rome / With my heart on a string) nei pressi del Vaticano. "Non si può essere a Roma ed ignorare la presenza della religione. È davvero imponente. Ma ho avvertito che camminando per le strade, il mio cuore era sulle corde ed ero pronto ad amare tutti e tutto. Questa è la canzone. Ho avuto la sensazione di liberarmi di tutte le restrizioni auto-imposte."
In The Youngest Was the Most Loved, i cori, sono ad opera di un gruppo di bambini italiani (diretti da Rosella Ruini), mentre, l'inizio del brano è preceduto dall'inconfondibile suono di un'ambulanza fra le strade affollate della Capitale: "Nessun'altra città al mondo ha dei suoni come Roma di notte. Stavamo tornando dallo studio una notte quando qualcuno ha gridato eccellente. Ci è piaciuto così tanto il suono di quella voce che abbiamo voluto registrarlo." Anche il video del brano è girato a Roma e vede Morrissey nel ruolo di un assassino che, in manette, viene scortato verso la macchina da poliziotti italiani (interpretati dai suoi musicisti) e circondato da un nugolo di paparazzi.
Per You Have Killed Me, Morrissey, oltre a citare uno dei luoghi tipici della città (Piazza Cavour what's my life for?), menziona anche Pier Paolo Pasolini (e Accattone, il titolo del suo primo film, uscito nel 1961), Anna Magnani e Luchino Visconti (Visconti is me / Magnani you'll never be), icone della Cinecittà anni cinquanta e sessanta.
"Non ho scelto io Roma, Roma ha scelto me. Lo scorso gennaio ho visitato la città e ne sono stato completamente rapito, la gente, lo stile, il sole, l'architettura, i vestiti e la gioia che le persone provano nella semplice esistenza. Non rimangono a casa, escono e la vita scorre ovunque. Sono stato così travolto che ho deciso di restare." (Morrissey intervistato da Daily Record, 2006)

## Copertina
La foto di copertina, che ritrae Morrissey vestito da orchestrale nell'atto di suonare un violino, è di Fabio Lovino. L'edizione americana riporta sotto il titolo la dicitura (in italiano) Registrato e Mescolato in una tenuta di Roma, mentre nell'edizione inglese è scritto Registrato e Mescolato a Roma in Autunno.
L'immagine è stata ispirata da "un film americano del 1946 chiamato Humoresque nel quale Oscar Levant tiene in mano una copia di una rivista sulla quale c'è l'attore statunitense John Garfield che suona il violino, come fa per tutto il film. Ho pensato che l'immagine di Garfield fosse così commovente che ho cercato di copiarla."
La cornice e lo stemma entro cui è riportato il nome dell'artista, sono stati prelevati da disegni di archi trionfali trovati nei libri di architettura romana. La lettera M (iniziale del nome Morrissey) è stata ripresa dal sigillo ufficiale di Roma (Il Senato e il Popolo di Roma, ndr).

## Tracce
1. I Will See You Far-Off Places – 4:13
2. Dear God Please Help Me – 5:51
3. You Have Killed Me – 3:08
4. The Youngest Was the Most Loved – 2:59
5. In the Future When All's Well – 3:54
6. The Father Who Must Be Killed – 3:53
7. Life Is a Pigsty – 7:22
8. I'll Never Be Anybody's Hero Now – 4:14
9. On the Streat I Rain – 3:51
10. To Me You Are a Work of Art – 4:02
11. I Just Want to See the Boy Happy – 2:59
12. At Last I Am Born – 3:33

## Formazione
- Morrissey - voce
- Alain Whyte - chitarra, voce
- Boz Boorer - chitarra
- Jesse Tobias - chitarra
- Gary Day - basso
- Matt Chamberlain - batteria
- Michael Farrell - tastiere, pianoforte, tromba, trombone, percussioni